# Heinz Beck (Politiker)
Heinz Beck (* 10. September 1914 in Leipzig; † 10. Mai 1975 in Genf) war ein deutscher Politiker (SPD). Er war ab 1946 Abgeordneter im bayrischen Landtag und schied 1953 nach Streitereien mit der Landesregierung aus dem Parlament aus.

## Leben
Beck war ab dem Jahr 1929 in der Sozialistischen Arbeiterjugend (SAJ) als Unterbezirksleiter in Leipzig tätig. Außerdem war er Bezirksvertreter der sächsischen SAJ in Berlin. Anschließend schloss er sich der SPD an. Im Jahr 1932 begann er ein Studium der Volkswirtschaftslehre und Staatswissenschaft in Berlin und wurde 1933 verhaftet. Kurz nach seiner Freilassung begann er im August 1933 mit illegaler politischer Arbeit, die ihn dazu zwang, 1936 nach Brüssel zu fliehen. Im Jahr 1940 wurde er nach Frankreich evakuiert und studierte dort französische Wirtschaftsgeschichte und moderne politischer Geschichte, unter anderem bei Marc Bloch. Im Jahr 1941 schloss er sich der französischen Widerstandsgruppe Témoinage Chrétien um Pierre-Henri Teitgen an und flüchtete 1942 in die Schweiz. Hier wurde er Mitglied der Organisation Freies Deutschland. Erst nach Ende des Krieges kehrte er nach Deutschland zurück und begann in der neu gegründeten SPD zu arbeiten. Ab März 1946 wurde er Referent im Bayerischen Kultusministerium und Vizepräsident des Bayerischen Jugendrings. Mitte 1949 reiste er auf Veranlassung der Jugendabteilung der amerikanischen Militärregierung in Bayern als Mitglied einer Delegation (der unter anderen Karl Maly (BJR), Anton Graßl, Helene Guyot, Lilo Ramdohr, Willy Ginhold (DGB) und Alfred Christmann angehörten) in die Vereinigten Staaten. Den Delegierten wurden moderne Erkenntnisse der Jugendpsychologie vermittelt, und diese flossen so erstmals in die deutsche Jugendarbeit der Nachkriegszeit ein.

## Politik
Beck wurde bei der Landtagswahl im Jahr 1946 im Wahlkreis Oberbayern in den bayrischen Landtag gewählt. In der ersten Legislaturperiode war er als ordentliches Mitglied im Ausschuss für den Staatshaushalt und im Ausschuss für Rechts- und Verfassungsfragen tätig. Außerdem war er Vorsitzender des Ausschusses für kulturpolitische Fragen und ordentliches Mitglied im Ausschuss für Wirtschaft. Beck war einer der Vertreter Bayerns in der ersten Bundesversammlung. Nach persönlichen Konflikten mit der bayerischen Regierung kehrte Beck Ende 1951 nach Genf zurück, gehörte aber noch offiziell bis zum 22. Oktober 1953 dem bayerischen Landtag an. Als sein Ersatzmann rückte der Abgeordnete Josef Gareis nach.